# 宇良田唯
宇良田 唯（うらた ただ、1873年〈明治6年〉5月3日 - 1936年〈昭和11年〉6月18日）は、日本の医師。ドイツの医学士号「ドクトル・メディツィーネ（Doctor medicinae）」を日本人女性として初めて取得した人物。日本国内外で活躍、特に中国の天津では25年にわたって総合病院を営み、長年にわたって貧富を問わず、病気に苦しむ人々を助けた。その一方では、女性の地位が低いとされた時代に、その立場に悩み、また自分を支えてくれた父や夫を喪うなど、波乱に満ちた人生を送った。「宇良田」は出生時の姓であり、結婚後の本名は「中村 唯」。下の名は、戸籍では「タゞ（タダ）」だが、本人は好んで「唯」表記を用いたといわれている。通称は「唯子（ただこ）」。他に「タダ子」と表記する資料もある。

## 経歴

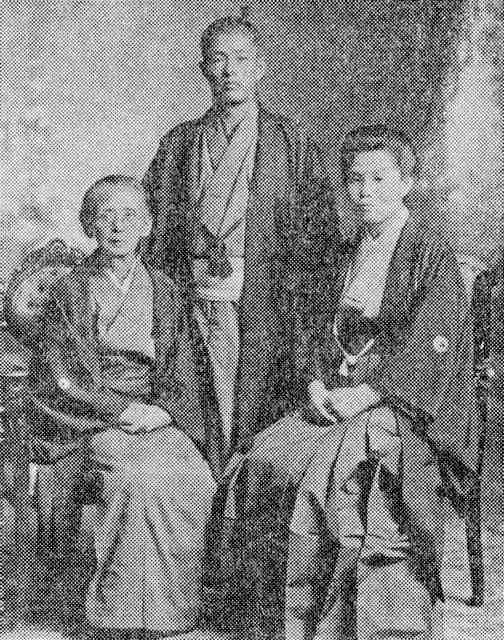
唯の家族。右端が唯、中央が兄、左端が母。

1873年（明治6年）5月3日、熊本県の天草諸島の一村、天草郡牛深村で、江戸末期から干拓事業や海産物販売などで栄えた豪商「萬屋（よろずや）」の次女（兄、姉に次ぐ末子）として誕生した。子供時代より、高い向学心の持ち主であった。
湖東小学校（後の天草市立牛深小学校）を経て、1890年（明治23年）、村の富豪の若主人との縁談が持ち上がった。三三九度が交わされ、盛大な宴が催された。縁談としては良い話であったが、唯は勉学を望み、その結婚生活から去った。この経緯には、以下のように諸説がある。
- 結婚から数か月後に[28][34]、「外の世界で勉強がしたい」との置手紙を残して婚家を去った。見つかって嫁ぎ先に連れ戻されても、再び家を飛び出し、ついには遠縁の家に住み込んだ[17]。
- 結婚式の最中に、いつの間にか姿を消していた[28]。置手紙には「私はお婿さんが嫌いで出奔するのではありません。もっと勉強したいだけなのです」とあった[27][注 4]。

幸いにも相手方の家が、唯の将来を望む意志と真摯な向学心に理解を示したことで、2人の離別は許された。

### 医師の道へ
結婚を捨てた唯は、親戚筋の営む薬屋「吉田松花堂」に身を寄せた。東京の明治女学校を経て、1890年（明治23年）11月6日に、熊本薬学校（後の熊本大学薬学部）に入学した。

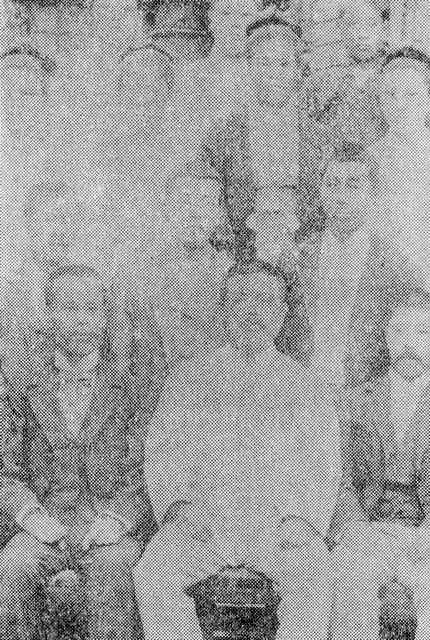
北里研究所の人々。前列中央が北里柴三郎、その後ろの3列目が唯。

1892年（明治25年）10月に薬学校を卒業、翌月に大阪で薬剤師試験にも合格、1894年（明治27年）8月27日に薬剤師名簿に正式登録され、薬剤師として父と共に薬局を開業した。しかし、唯の向学心は留まることがなく、牛深には眼病を患う住人が多かったことから、医師として人々を救うことを志して、2年も経たずに薬局を廃業した。
1895年（明治28年）に再び上京して、翌1896年（明治29年）に、私立医学校である済生学舎に入学した。済生学舎は、開校当時には女子の入学を許可していなかったが、日本の公許女医第3号である高橋瑞子が門戸を開いた功績、そして済生学舎が再び女子の入学を禁止する4年前のことであり、唯は運良く入学することができた。
1897年（明治30年）に医術開業試験の前期、翌1898年（明治31年）5月に後期の試験に合格した。医師になるためには、通常なら3年間の課程が必要なところを、猛勉強の末に、1年半で学問を修めたことになる。これは、すでに薬学を修めていたために一部の単位が認定されたためだが、夜は布団を縦半分に折って寝て、寝返りを打つと床に転がって目が覚めるので、そのまま起きて机に向かうといった具合に、寝食を忘れて猛勉学に励んだとの逸話も伝えられている。
同1898年、私立伝染病研究所（後の北里研究所）に入所して、北里柴三郎の助手を務めて修業を積んだ。北里は当時、すでに血清療法の開拓者、日本近代医学の父として著名な人物であった。また北里は唯と同じく熊本出身であり、後述のように結婚の媒酌、中国の開業の助言など、公私にわたって唯の恩師となった。北里の他、同じく熊本出身であり、日本で初めて帝王切開を行った日本の産婦人科学界の始祖である浜田玄達にも師事して、浜田から産婦人科学を学んだ。研究所の同窓には野口英世もいた。翌1899年（明治32年）に医籍登録し、牛深で開業した。

### ドイツ留学

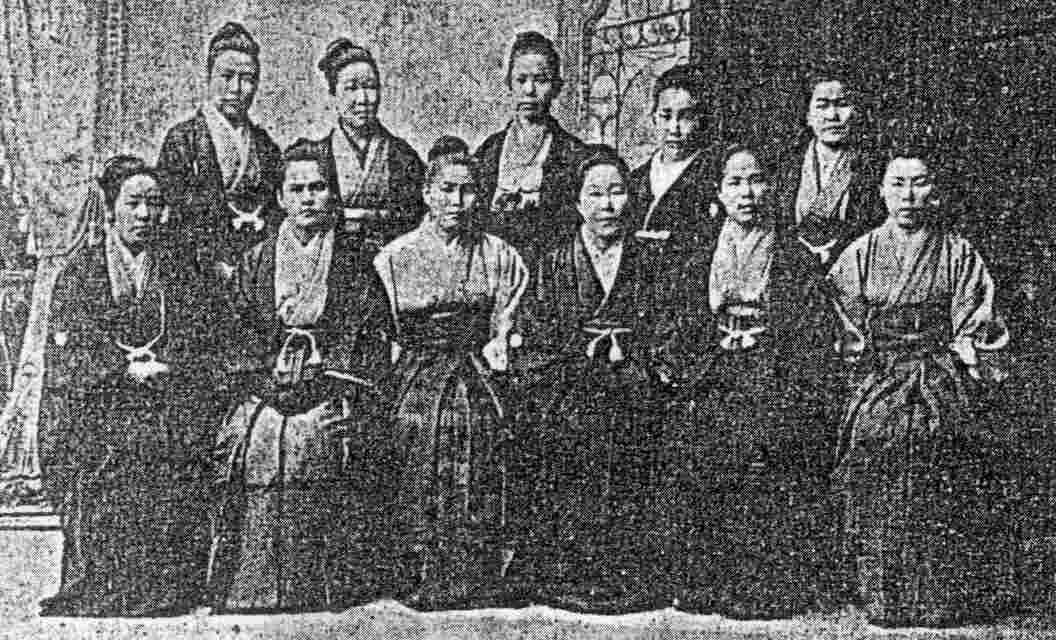
麹町での送別会。前列の左から3人目が唯、その右は吉岡彌生。

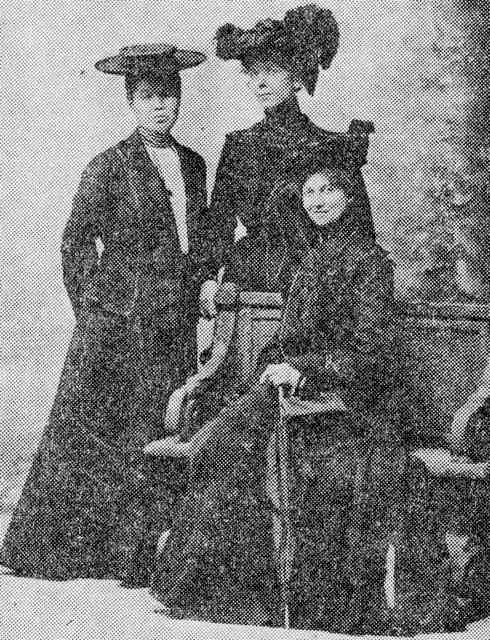
ドイツ留学時代。左端が唯。

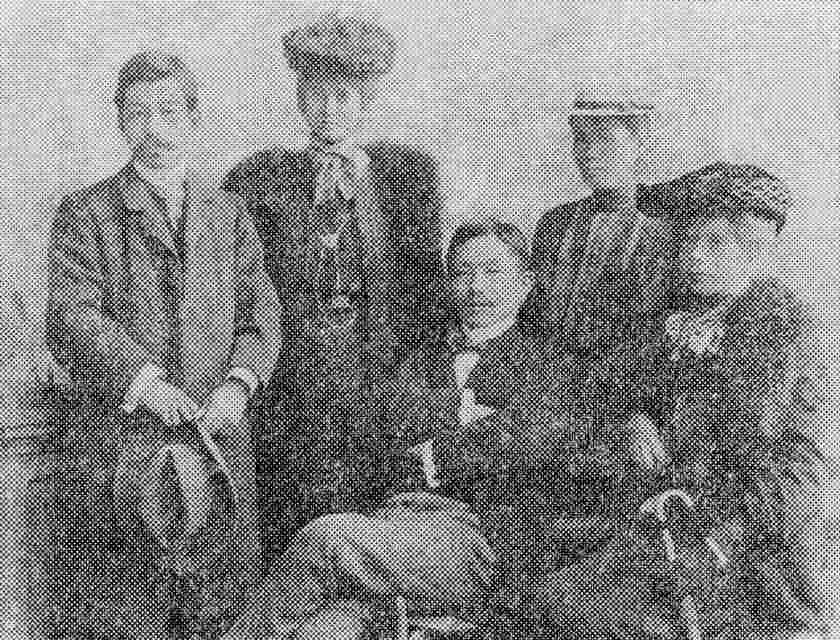
ドイツ留学時代。後列右が唯。

唯は実地研究として、東京市内や地方の病院で医局員として勤めたが、自身が専攻を望む眼科学の研修場所は、当時としては医学の本場であるドイツが唯一であった。ドイツは唯が開業前に、伝染病研究所にいた頃よりの夢であったが、娘にそばにいてほしいと母に乞われ、すぐ実行に移すことができなかったとの経緯があった。1902年（明治35年）に上京して、ドイツ留学を目指し、ドイツ語を学んだ。猛勉強が叶って、1902年（明治35年）には帝国獨逸学会（帝国ドイツ学会）の会員となった。
1903年（明治36年）1月10日、唯は郵便船「備後丸」でドイツへ渡った。巡査の初任基本給・月俸が12円、銀行の大卒初任給が35円の時代にあって、渡航費には7000円もの莫大な費用を要したが、父と兄の援助があり、豪商であった実家の財力があればこそであった。出発前には、東京府麹町で、日本女医会の新年会を兼ねた送別会が開催され、唯の済生学舎での学友にして、同会の会長である吉岡彌生が幹事の1人を務めた。
当初はベルリン大学を望んでいたが、目標は医学士号取得であり、同大学でそれが不可能と知り、フィリップ大学マールブルクに留学した。マールブルク大は当時、公式にはまだ女子の入学を許可していなかったが、国外の正規の医学課程修了者に限定して受け入れを始めていた。唯は、北里柴三郎からの紹介状に加えて、すでに医師免許を持っていたことが功を奏して、同1903年春にマールブルクの聴講生の資格を得た。
唯の指導教官は眼科教授のルートヴィヒ・バッハであった。1903年の夏学期はバッハの授業のみを受けていたが、「せっかく来たのだから全教科を」と勧められ、マールブルク大で眼科と衛生学研究所に所属し、病理学、生理学、産婦人科学、内科学、外科学と、医学部のあらゆる授業を受けた。朝7時から午後の19時まで複数の授業を受け、その後もラボで実験に明け暮れる過酷な日々で、ドイツ滞在中はほとんど下宿と大学の往復だけの日々を送り、ドイツ人との交流の機会もなかった。眼科の研究のみを目的としていた唯にとっては、眼科以外を学ぶことは不満であったが、ここで全教科を学んだことが、後の医療活動に生きる結果となった。
同1903年、良き理解者だった父が死去した。唯は深く悲嘆したが、当時は空路がなく帰国が容易でなかったこともあり、涙を堪えて、留学期間を1年短縮して勉学に励んだ。兄も責任をもって、学費の送金を続けた。日露戦争の開戦後は、小国である日本の者として小馬鹿にされることもあったが、戦争で日本が勝利すると、周囲の目も変わり始めた。
1905年（明治38年）2月上旬、唯は新生児淋菌性結膜炎の予防法に関する学位論文「Experimentelle Untersuchungen über den Wert des so genannten Credéschen Tropfens（所謂クレーデ点眼液の効果に関する実験的研究）」をドイツ語で書き上げ、同1905年の眼科学専門雑誌『Zeítschrift für Aúgenheilkunde』に掲載された。この論文に続き、同1905年2月から口頭試問を受けた末、唯は念願の医学士号「ドクトル・メディツィーネ」を得た。マールブルク大創設以来、女性初の医学士号取得者であり、日本人女性としても初めてのことであった。マールブルク大の附属文書館に保管されているドクトル・メディツィーネ受験者たちの書類によれば、男性受験生たちは慣例に基づき、専門領域の受験料として350マルクを支払ったが、唯は専攻する眼科以外にも全教科の口頭試験を受け、通常より多い525マルクの受験料を費やしており、加えて2週間もの口頭試験に耐え抜いての快挙であった。

### 帰国
1905年（明治38年）、唯は日本へ帰国した。唯が牛深へ帰郷すると、住民たちは、名誉ある学位を手にした彼女の凱旋に「故郷に錦を飾った」と熱狂して、港に船団を組み、漁船が大漁旗を振って出迎えた。帰郷してきた唯は質素な服装であり、むしろ出迎えの人々の方がその姿に驚いた。新聞記者の取材攻勢が激しく、出迎えた兄と姉が旅館の押入に唯を隠さなければならないほどだった。
その後は牛深の生家を一部改造して、眼科医院を開業した。患者は天草全土から訪れた。後に学習院女子部から、「日本初の西洋女医」としての強い依頼を受けて、教員として勤め、生理衛生学を教えた。しかし「自らの天分は教育者ではなく医師」と思い直して、教員を辞職した。「明治天皇の侍医に」との話もあったが、それも断って、東京府連雀町に「宇良田眼科医院」を開業した。ここでも、当時の日本においてドクトルの学位を持つ者は女性では唯のみであり、男性すら少数であったことから、医院は大いに繁盛した。
1907年（明治40年）、北里柴三郎の紹介により、北里の門下生で、伝染病研究所の薬剤師である中村常三郎と結婚し、中村姓となった。媒酌人は北里夫妻が務めた。
なお唯は帰国後に、文部省に論文を提出して学位を申請したことが、『東京医事新誌』1417号で報じられた。このことは1906年のベルリンの月刊雑誌『Ost-Asien』（「東亜」の意）でも取り上げられ、日本政府が女性に学位を授与するかどうかはドイツでも注目されたが、結局は「女性に学位を授与した前例がない」とのことで、実現することはなかった。

### 中国での開業

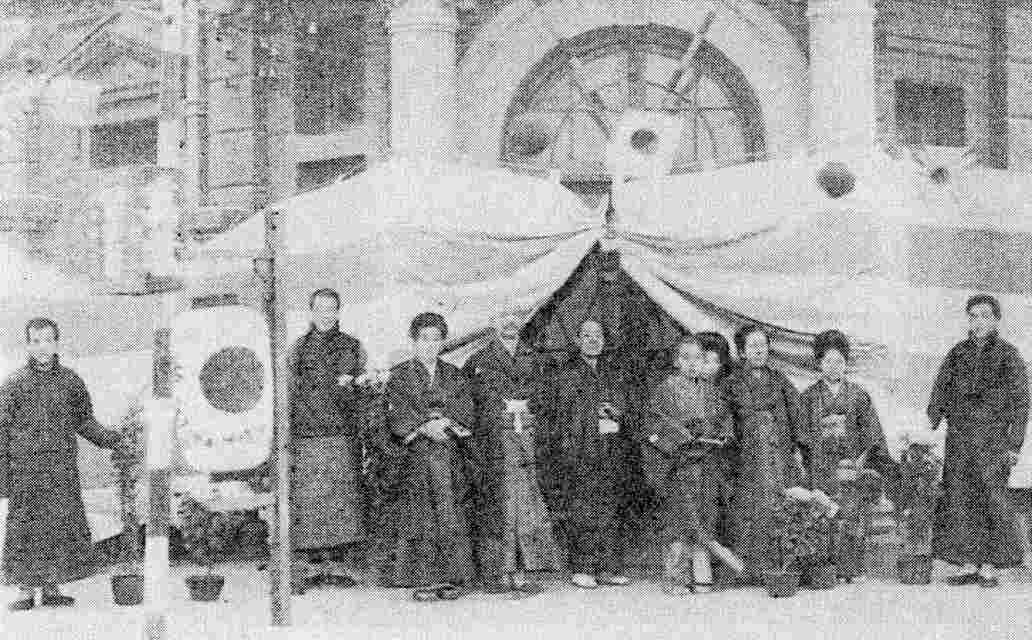
同仁病院前での記念写真。左から3番目が唯、4番目が夫の常三郎。

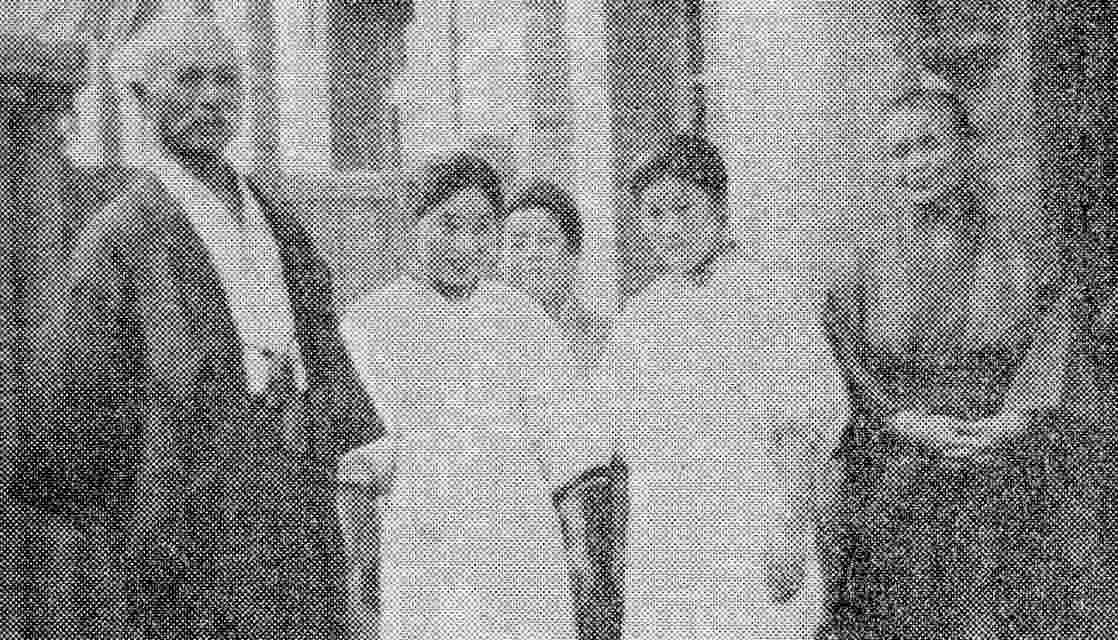
同仁病院での唯、夫の常三郎、看護婦たち。

その後も唯は、病気に苦しむ人々を、より多く救うことを望み、その道を求めて北里柴三郎の元を訪れた。北里は唯に、満州の目に余る医療事情を教えて、「ドクトルの称号を得た君は、この日本に留まらず、本当に君を必要としている地で力を振るうべき」と強く説いた。同1907年、唯は新天地を中国に求めて、夫と中国大陸に渡り、天津租界（外国人居留地）に総合病院「同仁病院」を開業した。「同仁」は「広く平等に愛する」の意味での命名である。
同仁病院は、当時としては珍しい鉄筋コンクリートの3階建てで、入院部屋は15室あった。唯はこの病院の院長として、同郷の看護婦たち、数人の代診や助産婦たちとと共に診察にあたっており、加えて中国人の給仕たちや車夫も雇う大所帯であった。夫の常三郎は1階で、薬局と印刷所を経営する、多角経営の病院であった。唯はドイツのマールブルク大で医学部のあらゆる授業を受けたことが功を奏して、専門である眼科のみならず、産婦人科、内科、小児科の診療も請け負った。汽車に乗って、1日がかりで往診する日もあった。
当時の天津は、中国やヨーロッパなど、各国から訪れているものが多く、病院の患者も様々であった。診療では、通訳を雇わず、かつて学んだ英語とドイツ語、そして新たに習得した中国語を駆使していた。通訳を経ずに直接話すことで、唯は患者と心を通い合わせることができた。あるときには、相手がハンカチで口を塞いでうつむいているので、事情を尋ねると「ニンニクを食べたのでにおいがする」と言うので、唯は「私は中国人と仲良くするためにここに来ました。中国流を学ぶために、私もニンニクを食べなければなりません」と笑顔で返した。
同仁病院は約30年にわたって順調であったが、1930年代には満州事変、第一次上海事変と、相次ぐ日中の衝突の勃発に伴って、日本人である唯の立場は次第に悪化した。同仁病院も一部が、天津に駐留していた日本軍に接収された。唯はそれでも夜間の往診で、中国人の車夫に人力車を引かせて、平気で外出していた。中国の兵士に取り囲まれて、銃を突きつけられることもあったが、同行の看護婦が言葉を失う中、唯は怯まずに中国語で「誰誰の往診へ行くところです」と即答して切り抜けた。
満州事変勃発の翌年の1932年（昭和7年）、糖尿病を患っていた夫の中村常三郎が急逝した。唯は、医師として多忙のために満足に夫を看護できず、体調の急変にも気付けなかったことを深く後悔した。苦しむ患者を救うことを己の使命としていた医師としての生涯で唯一、このときだけは、医師となったことを後悔した。友人に「辞めようかと思った」とも話したものの、自らの使命を医師と信じ、その道を貫き通して、満州事変が激しさを増すまで、天津で医師として働き続けた。しかし日中関係の悪化に拍車がかかったことで、同仁病院は閉鎖を強いられた。

### 帰国 - 晩年

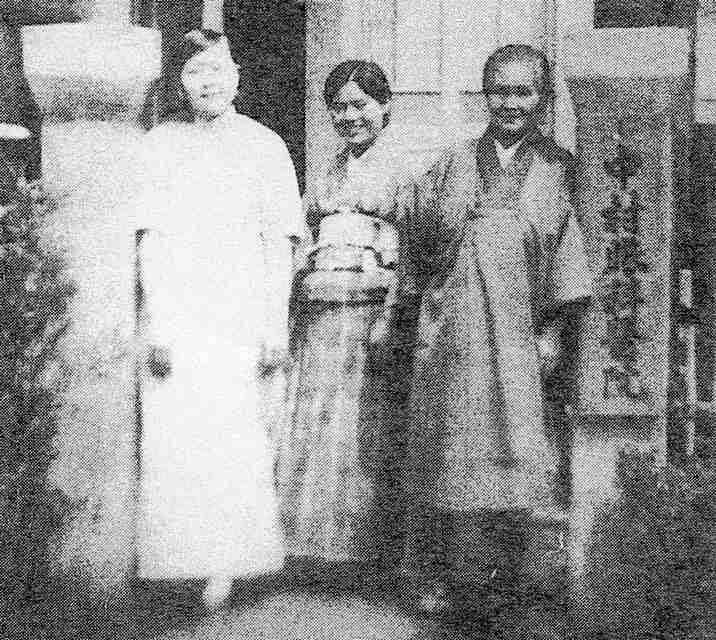
池上洗足町の中村眼科医院。右端が唯。中央は中国時代から唯のもとに務めていた看護婦。熊本開発研究センターによる雑誌『熊本開発』での1993年の唯の特集時、唯のもとにいた唯一の存命人物として、貴重な証言を語った。左端は中国留学生。

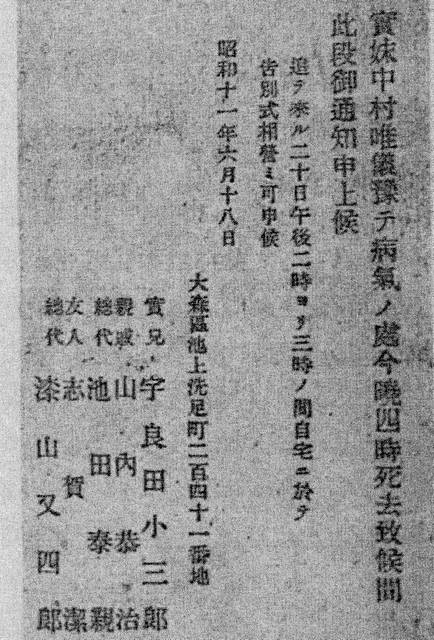
唯の死亡広告。友人総代として志賀潔と漆山又四郎の名がある。

同1933年に、唯は同仁病院の閉鎖により、中国に見切りをつけて、静養も兼ねて日本へ帰国し、郷里の牛深で開業した。この牛深での診療科は眼科と産婦人科であり、産婦人科は眼科に加えて、当時の天草で特に必要とされていた医学であった。唯はここでも中国と同様、貧しい者には無償で接した。この牛深での開業時は、女医の珍しさと名声により、島の内外から患者が押し寄せたとの説と、逆に「初老の女医」との評判が良くなかったため、患者は滅多に来なかったとする説がある。豪商であった生家も、唯の誕生時には徐々に陰りが差し始めており、この当時にはすでに往時の賑わいはなかった。
翌1934年（昭和9年）に上京して、池上洗足町（後の東京都大田区南千束）に「中村眼科医院」を開業した。この医院は唯自身が「隠居仕事」とも呼ぶほど小規模のもので、1日の患者の人数はせいぜい1桁であった。カルテの枚数も9枚止まりのため、唯は怪談の皿屋敷を真似て、10枚に満たないカルテを「1枚、2枚……」と数え、「番町皿屋敷病院と改名しようかしら」と、冗談を飛ばして笑っていた。しかし医院の借家代50円に対して、天津の同仁病院の貸し賃として200円の収入があったため、生活に不自由することはなかった。北里柴三郎門下で赤痢菌発見で知られる志賀潔、癌研究所の稲田龍吉や、近隣の中国人留学生たちとの交友もあった。
還暦を迎えた後、長年にわたって医療活動にその身を費やしたことで体を病み、入院加療の身となった。東京での開業の翌々年、1936年（昭和11年）6月18日に池上洗足町の自宅で、稲田龍吉に看取られつつ、肝癌により63歳で死去した。東京で行われた葬儀には、吉岡彌生を始め、当代一流の医学者たちが参列し、志賀潔と漢学者の漆山又四郎が友人総代を務めた。遺骨は長崎県島原町で夫の常三郎と共に葬られた後、分骨が牛深小学校の近隣の山頂に、父と共に葬られた。
中国と深く関りをもった唯は、「日本と支那（中国）が戦争にならなければいいのに」と、日中の関係を最期まで憂いていたが、その願いも叶わずに日中戦争が開戦したのは、奇しくも死去の翌年のことであった。

## 年譜
- 1873年（明治6年）5月3日[9][10][注 1] - 熊本県天草郡牛深村で[23]、豪商「萬屋」の次女として誕生[2][26]
- 1890年（明治23年）[注 3] - 縁談話が持ち上がったが、勉学を望み、結婚生活から去る[19]
- 1890年（明治23年）11月6日 - 熊本薬学校に入学[27]
- 1892年（明治25年） - 熊本薬学校を卒業して薬剤師となり、父と共に薬局を開業[14][23]
- 1894年（明治27年）[注 3]8月27日 - 薬剤師名簿に正式登録される[27]
- 1895年（明治28年） - 再び上京[14]
- 1896年（明治29年） - 済生学舎に入学[23]
- 1898年（明治31年）[注 3] - 医術開業試験に合格[14]、私立伝染病研究所で北里柴三郎に師事[20]
- 1899年（明治32年） - 医師として牛深で開業[20][23]
- 1902年（明治35年） - ドイツ留学を目指し、上京してドイツ語を学ぶ[30]
- 1903年（明治36年） - ドイツのフィリップ大学マールブルクに留学[26][30]
- 1905年（明治38年） - 新生児淋菌性結膜炎の予防法に関する学位論文で医学士号ドクトル・メディツィーネを得る[57]、日本へ帰国[9][33][注 3]
- 1906年（明治39年） - 牛深での開業を経て、東京の連雀町に「宇良田眼科医院」を開業[20][23]
- 1907年（明治40年） - 薬剤師の中村常三郎と結婚[60]、夫と共に中国に渡り、天津に総合病院「同仁病院」を開業[23][63]
- 1933年（昭和8年）[注 3] - 日本へ帰国し[70]、牛深で眼科・産婦人科医院を開業[20][23]
- 1934年（昭和9年）[注 3] - 東京の池上洗足町に「中村眼科医院」を開業[14][23]
- 1936年（昭和11年）6月18日 - 肝癌により63歳で死去[12][69]

## 没後
唯の存命当時は、女医界における先駆者として、女医界では注目されたものの、同時期の先駆者の1人である吉岡彌生らと比較すると、日本から離れた期間が長いため、一般的には関心は持たれなかった。昭和40年頃からは郷土史家や関係者の間で唯のことが語られるようになったが、それも断片的なもので、資料が不確実なために誤りも散見された。
1992年（平成4年）10月、日本人女性初のドイツ医学士号取得の功績により、社会に貢献した熊本の人物を称える「熊本県近代文化功労者」の1人として選ばれた。このことが契機となり、唯の研究は徐々に進み始め、文献でも取り上げられるようになった。
2011年（平成23年）11月、和水町の元医薬品会社員の自費出版により、九州各地の医療の先人や活躍中の人物計24人を紹介した『明日を拓いた九州の医療改革者たち』が発行され、九州出身の北里柴三郎、熊本でハンセン病患者の救済に尽力したハンナ・リデルとエダ・ハンナ・ライトらと共に、唯が無名の医療改革者として紹介された。2020年（令和2年）8月には、天草宝島観光協会によって、唯の生涯を伝えるリーフレットが製作され、配布が開始された。
翌2021年（令和3年）には、テレビ熊本により唯の生涯がテレビドラマ『宇良田唯 医者としての使命に燃えて』として、1月17日に放映された。テレビ熊本のドキュメンタリードラマ「郷土の偉人シリーズ」の第28作であり、かつて熊本から世界へと飛躍した唯の存在を広めると共に、新型コロナウイルス感染症の拡大という苦境の中で戦う医療従事者への感謝と敬意を趣旨として製作された作品である。唯役は松下由樹（若年期は中村里帆）が演じた。
生誕から150年後にあたる2023年（令和5年）5月には、郷里の天草市牛深町で生誕百五十周年記念祭、唯の生涯を紹介する「宇良田唯展」が開催された。

## 関連施設・建築物
2006年（平成18年）3月、牛深で唯の功績などを研究する「牛深歴史文化遺産の会」が、唯について「日本女性の地位向上に貢献した唯の偉業を称える」と発案したことで、唯の生家近くの「むつみ公園」に、唯の顕彰碑「ドクトル・メディツィーネ 宇良田タダ女史」が建立された。施行費用を「宇良田タダ史顕彰碑建立期成会」により募ったところ、多くの協賛が得られた。
唯の生家「萬屋」はすでに取り壊されており、現存しない。往時を偲ばせる建造物としては、蔵のみが現存し、地元では歴史ある建造物として「玄彰蔵（げんしょうぐら）」の愛称で親しまれている。2016年の熊本地震のような大地震に伴う倒壊が危惧され、2017年（平成29年）に危険家屋の解体を対象とする補助金が熊本市に申請されたことから、熊本県建築士会天草支部では、蔵の保存活用への機運を盛り上げようと、翌2018年（平成30年）8月から2度、現地でワークショップを開催し、蔵の保存活用策などについて意見交換が行われている。また唯が薬局の開業前に身を寄せていた「吉田松花堂」も、江戸時代から続く薬屋として令和期以降まで営業しており、店には唯の写真や手紙が残されている。
2021年、母校である熊本大学薬学部の同窓会と唯の親族の者の寄付により、熊本大薬学部の蕃滋館前広場（熊本市中央区）に、「宇良田唯博士胸像」が設置された。唯の向学心と功績を称えると共に、今後の医学や薬学を志す学生の希望となることを期待したものである。彫刻は熊本の彫刻家の緒方信行が手がけ、唯がドイツでドクトル・メディツィーネを取得した頃の30歳頃の姿を表している。同2021年8月6日に、除幕式が行われた。
唯がドイツで学んだフィリップ大学マールブルクがあるマールブルクでは、マールブルクにゆかりのある非ヨーロッパ人、医学の先駆者としての唯の功績を称える意味で、2022年12月に、中央医学図書館そばの広場が「Tada-Urata-Platz」と名づけられた。マールブルク大で博士号を取得したドイツ在住の精神科医の村田春海が、大学内にある唯の説明パネルを見て関心を持ち、また同時代に日本で3人目の女性医師である高橋瑞子もまたドイツに留学していたことを知り、「2人とも現地でも知名度が低く、もっと多くの人が知るべき」と考えて提案し、命名に至ったものである。

## 人物

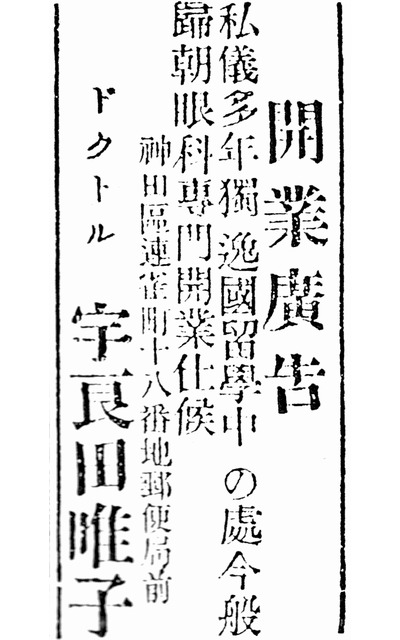
朝日新聞1906年9月13日東京朝刊、唯が「ドクトル」の肩書きで掲載した開業広告

勝ち気で頭脳明晰、豪放な性格で、こうと信じたことは断じて実行に移す性格であった。父にも「この子が男だったら」と言われたほどだった。ドイツから帰国後の開業時には、朝日新聞の1906年9月13日の東京朝刊で「ドクトル宇良田唯子」の名で開業広告が掲載されており、唯の積極性が窺い知れる。こうした気質は、熊本出身の女子教育者である矢嶋楫子にも代表される、頑固で一本気な熊本の女性「肥後の猛婦」(男性でいうところの「肥後もっこす」）とも指摘されている。
ドイツ学者の上村直己や、「牛深歴史文化遺産の会」の郷土史家である吉川茂文は、唯の人物像について、父の影響が大きいと推測している。父の宇良田玄彰（1841年 - 1903年）は「萬屋」7代目で、家業の傍らで啓蒙思想家として政治運動も行った人物であり、薩摩の志士である西郷隆盛や大久保利通らが京都へ向かう途中、牛深で交流した仲であった。玄彰は自分の子らの中でも、唯を特に可愛がり、唯は玄彰の性格を最も強く受けた。熊本の眼科・内科医で著述家でもある由富章子は、牛深は古来より天然の良港として知られており、対岸の薩摩藩とも交流があり、豊かな土地によって、伸びやかな気風、過去にとらわれることのない人柄が育まれた可能性を指摘している。女性の地位が低かった明治期に、しかも島の小村で生まれ育った唯が、日本国外へ渡ったこともまた、父の存在と牛深の人々の気風に影響されたものと、吉川茂文は見ている。また、男性主導型の社会において女性研究者が育つためには、当人の才能や努力は無論のこと、影響力を持つ男性の指導が欠かせないことから、ドイツ文学者の石原あえかは、北里柴三郎が唯を支援し続けた点にも着目している。
日本初の女医である荻野吟子が、女人禁制の医学校で男装で学んでいたことと同様、唯も学生時代は男装して学校に通っていた。また、日本人の平均身長が男女共に160センチメートルに満たなかった当時、身長164、または165センチメートル以上で、男性と間違われるほどの体格で。「動きやすいように」と常に袴を着用し、歩くときには袴の裾を蹴飛ばすように歩いた。男性的な性格は、幼少時から成人後まで変わらなかったようで、人力車に乗ると、車夫から「旦那、どこへめえりませう（旦那、どこへ参りましょう）」と言われ、男性に間違われたことを喜んだといわれる。女性差別の時代にあって、差別や苦難も経験したはずだが、そうした差別に悩んだよりもむしろ、いかに男のように振る舞うかを楽しむ余裕を持った女性だったともみられ、済生学舎入学からわずか3年で医師に、留学からわずか2年で医学士号を取得できたのは、そうした強くて広い心によるものとする意見もある。その体格や、医学を望んで結婚を捨てたとの逸話から、「並外れた」を意味する現地の方言で「とつけもにゃあ女子（おなご）」とも呼ばれた。
そうした女傑ぶりの一方で、ドイツ留学時には生命保険を契約しており、留学中に死去したときには母が受取人として保険金千円（当時の米価は1升が15銭から16銭程度）を受け取ることになっており、唯は莫大な渡航費用を負担した両親へ恩返しするつもりだったとも考えられている。学位取得時の論文の冒頭にも「Meiner lieben Mutter und dem Andenken meines lieben Vaters Dankbarkeit und Verehrung gewidmet（愛する母と愛する亡き父に、感謝と尊敬の気持ちを込めて捧げる）」との献辞が添えられている。
また、中国の同仁病院で働いていた時代の肖像では、歳をとるにつれて表情が柔和になっており、多忙ながらも充実した生活を送っていたことが窺える。当時の中国では日本人が圧倒的な優位にあったが、唯は病院での患者に対しては、国籍や貧富の差を嫌って、平等に接した。富裕層階級の婦人が診療に訪れることもあったが、そのようなときでも富裕層を差し置いて、最も具合の悪そうな患者から先に診察した。往診料を払えない患者が、夜具を売って金に換えようとしても、「そんなことをして、病気が悪化したらどうするのですか」と、それを思い留まらせ、逆に布団の下にそっと金を置いたり、そばにいる子供に金を握らせたり、といった逸話が残されている。「医は仁術」の理想を実践し、食事などは周囲の看護婦たちと同様に済ませて、夫と共に極めて質素な生活を送った。「患者第一、名誉やお金より、尊い仕事をしたい」が口癖であった。誰にでも平等に接することで、患者たちからの信頼も厚かった。人々からは深く敬慕されて、「女神様」とも呼ばれた。

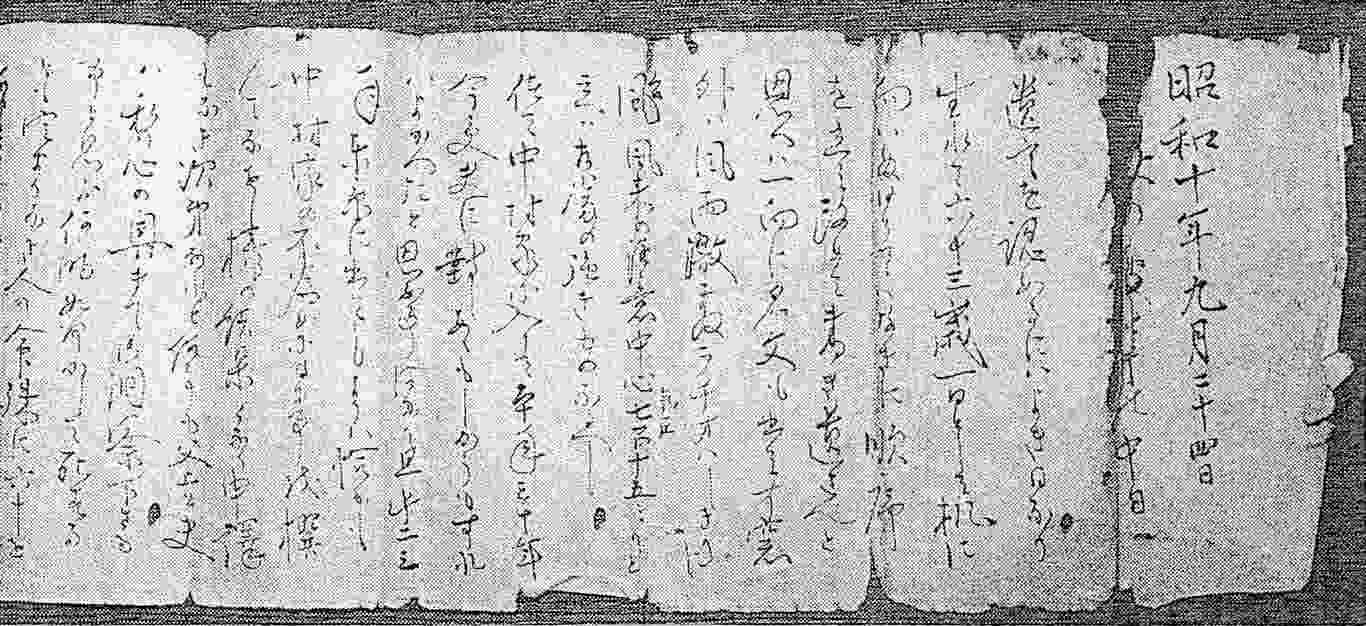
唯の遺書

没後の1990年代には、唯が死去の前年に書いた遺書が発見され、その中には「夫に対しああもしかうもすればよかったと思ふ（中略）申し訳なき次第なれど、何事も父上と夫は私の心を置くまでご洞察下さると思う」とあり、父と同様の波乱万丈な生涯を振り返りつつも、優しい女性の心情が窺い知れる。後年に唯の義孫は、叔母である唯を回想して「優しい人でした」と語っている。中国での開業時の逸話にもあるように、差別をせずに人々に平等に接した唯の行いは、平成及び令和期以降においても、熊本県教育委員会による小・中学校の道徳教育用資料『熊本の心』にも採用されている。

## 評価
東京帝国大学医学部眼科初代教授である河本重次郎は、
日本眼科学会機関月刊誌『日本眼科学会雑誌』のコラム「眼科小言」において、「ドクトルの学位は日本の医学博士に相当、あるいはそれ以上に評価が高い」と述べ、唯を日本人女性最初のドクトルとして高く評価し、「女流眼科医の開祖たるかあるいは開祖に近いひとりであろう」と語っている。
石原あえかやドイツ文学者の眞岩啓子は、宇良田唯が20年以上にわたって中国で医師として活動したことについて、「日本国外で活躍した女医として先駆的な存在」と述べている。また石原は、唯がドイツで女性初のドクトル・メディツィーネを得たことについて、ドイツ人女性でマールブルク大での初の取得が唯の2年後であり、そのときも依然としてプロイセン領の大学では女子大学生を公式に受け入れていなかったことから、唯の学位取得は極めて異例の措置であったと指摘している。歴史研究家の鈴木喬は唯を「不屈の精神により女医及び経営家として成功し、日本の女性の地位向上に大きな足跡を残した」と評価している。
天草市の天草宝島観光協会牛深支部によるウェブサイト「宇良田唯」では、「日本眼科女医界の先駆け」とされている。明治女医史の研究者である三崎裕子（元北里大学特別研究員、日本医史学会会員）は、唯を「明治女性史、日本医学史上でも非常に高く評価されるべき人物の一人」「時代の扉を開いた一人」と話し、日本でもドイツでも女性に学位を認めない大学が多かった時代において「常識にとらわれず、自分の可能性を信じて挑戦した野心的な女性」と語っている。
一方で、地元の天草市には唯の顕彰碑が建立されているにもかかわらず、唯の業績は、先述の『明日を拓いた九州の医療改革者たち』で「無名の医療改革者」として取り上げられたように、郷里ですら知名度は決して高くない。これについて鈴木喬は、その知名度の低さを「若年時に郷里を離れ、生涯の大半を東京や中国で過ごしたため」と分析している。三崎裕子は、唯が当時の社会、医学界、女医会ではさほど重要視されなかったことについて、「時代の限界であったのだろうか」と述べている。
しかし先述のように、2020年代以降は熊本大での胸像建立、マールブルク市の広場「Tada-Urata-Platz」のように再評価の動きが続いていることから、三浦は、吉川茂文をはじめとする地元の有志により地道に続けられた調査と、その生涯や功績を裏づける資料の収集の成果と分析しており、「現代の女性のロールモデルとも成り得る存在であることを示してこられた意義は大きい」とも話している。